# Drengestreger
Drengestreger er en dansk kortfilm fra 2012, der er instrueret af Sven Daniel Vinge Madsen efter eget manuskript.

## Handling
Tolvårige Simon er netop flyttet på landet med sine forældre. Nytårsnat møder han et par jævnaldrende, som tager ham med på togt.

## Medvirkende
- Stefan Søe Iwan
- Villads Koch-Søfeldt - Klavs
- Villum Frederiksen - Kristian
- Niels Borksand - Muldvarpen
- Henrik Vestergaard - Simons far
- Marie-Louise Coninck
- Baard Owe - Klavs' farfar
- Jan Overgaard Mogensen
- Mille Maria Dalsgaard
- Mads Køngerskov - Simon